# Lesme
Lesme est une commune française située dans le département de Saône-et-Loire, en région Bourgogne-Franche-Comté.

## Géographie
À l'extrême ouest de la Saône-et-Loire sur les hauteurs de la Loire (jouxtant Lesmes qui à l'époque s'écrivait avec un « s ») tournée vers la plaine de l'Allier, elle appartient au Bourbonnais saône-et-loirien. Son climat est à dominante océanique mais les influences continentales peuvent être très dures en conditions claires d'hiver : des températures approchant les -7 à -8 degrés ne sont pas rares. L'été est chaud et assez sec ponctué d'orages qui, grâce à la Loire, glissent souvent sur Lesme sans en avoir la virulence du sud Bourgogne. Toutefois, quand ils arrivent à passer la Loire par le nord, ils peuvent être très violents. Les fortes chaleurs peuvent être sévères : si les 35 degrés ne sont pas rares, les nuits sont réparatrices et agréables. Les demi-saisons sont fraîches et les gelées tardives, pas rares après un début mars autour des 25 degrés, peuvent se succéder aux gelées printanières destructrices. L'automne est très lumineux ; en octobre les couleurs flamboyantes sont à leur summum et les premières gelées peuvent apparaître début novembre grâce aux écarts thermiques considérables on peut passer de -1 à +19 en une même journée. Bref, un climat lumineux en été et automne des hivers frais sujets aux froids nocturnes et brouillards et un printemps tardif ponctué de belles journées douces ; en résumé un climat vivant aux saisons tranchées.

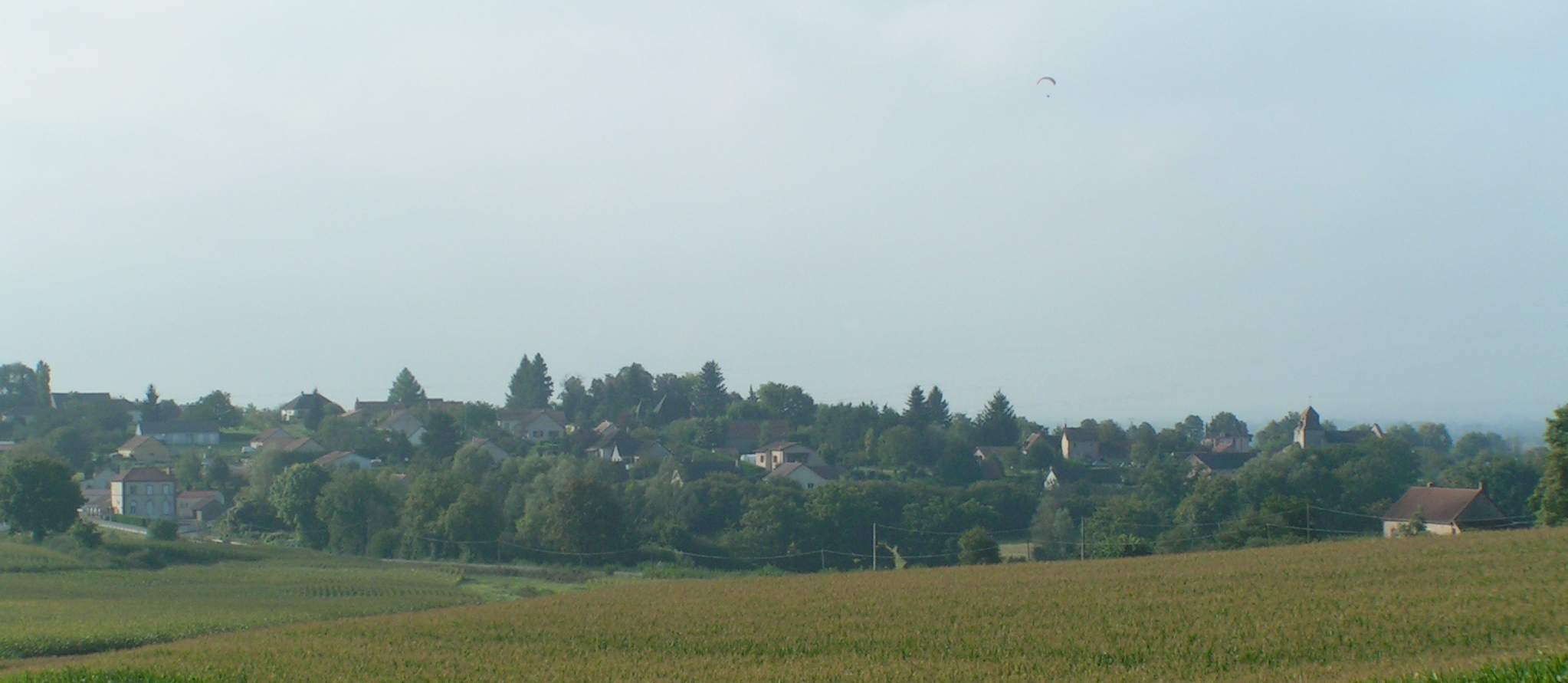
Vue nord du bourg de Lesme, un matin dans une légère brume.

### Climat
Pour des articles plus généraux, voir Climat de la Bourgogne-Franche-Comté et Climat de Saône-et-Loire.
En 2010, le climat de la commune est de type climat océanique dégradé des plaines du Centre et du Nord, selon une étude du Centre national de la recherche scientifique s'appuyant sur une série de données couvrant la période 1971-2000. En 2020, Météo-France publie une typologie des climats de la France métropolitaine dans laquelle la commune est exposée à un climat océanique altéré et est dans la région climatique Centre et contreforts nord du Massif Central, caractérisée par un air sec en été et un bon ensoleillement.
Pour la période 1971-2000, la température annuelle moyenne est de 10,9 °C, avec une amplitude thermique annuelle de 16,3 °C. Le cumul annuel moyen de précipitations est de 819 mm, avec 11,9 jours de précipitations en janvier et 7,2 jours en juillet. Pour la période 1991-2020, la température moyenne annuelle observée sur la station météorologique de Météo-France la plus proche, « Vitry/loire », sur la commune de Vitry-sur-Loire à 3 km à vol d'oiseau, est de 11,5 °C et le cumul annuel moyen de précipitations est de 824,9 mm. 
La température maximale relevée sur cette station est de 42 °C, atteinte le 10 août 2003 ; la température minimale est de −21,5 °C, atteinte le 16 janvier 1985,,.
Les paramètres climatiques de la commune ont été estimés pour le milieu du siècle (2041-2070) selon différents scénarios d'émission de gaz à effet de serre à partir des nouvelles projections climatiques de référence DRIAS-2020. Ils sont consultables sur un site dédié publié par Météo-France en novembre 2022.

## Urbanisme

### Typologie
Au 1er janvier 2024, Lesme est catégorisée commune rurale à habitat dispersé, selon la nouvelle grille communale de densité à sept niveaux définie par l'Insee en 2022.
Elle est située hors unité urbaine. Par ailleurs la commune fait partie de l'aire d'attraction de Bourbon-Lancy, dont elle est une commune de la couronne,. Cette aire, qui regroupe 12 communes, est catégorisée dans les aires de moins de 50 000 habitants,.

### Occupation des sols
L'occupation des sols de la commune, telle qu'elle ressort de la base de données européenne d’occupation biophysique des sols Corine Land Cover (CLC), est marquée par l'importance des territoires agricoles (93,7 % en 2018), une proportion identique à celle de 1990 (93,7 %). La répartition détaillée en 2018 est la suivante : prairies (64,8 %), zones agricoles hétérogènes (24,6 %), zones urbanisées (6 %), terres arables (4,4 %), forêts (0,3 %). L'évolution de l’occupation des sols de la commune et de ses infrastructures peut être observée sur les différentes représentations cartographiques du territoire : la carte de Cassini (XVIIIe siècle), la carte d'état-major (1820-1866) et les cartes ou photos aériennes de l'IGN pour la période actuelle (1950 à aujourd'hui).

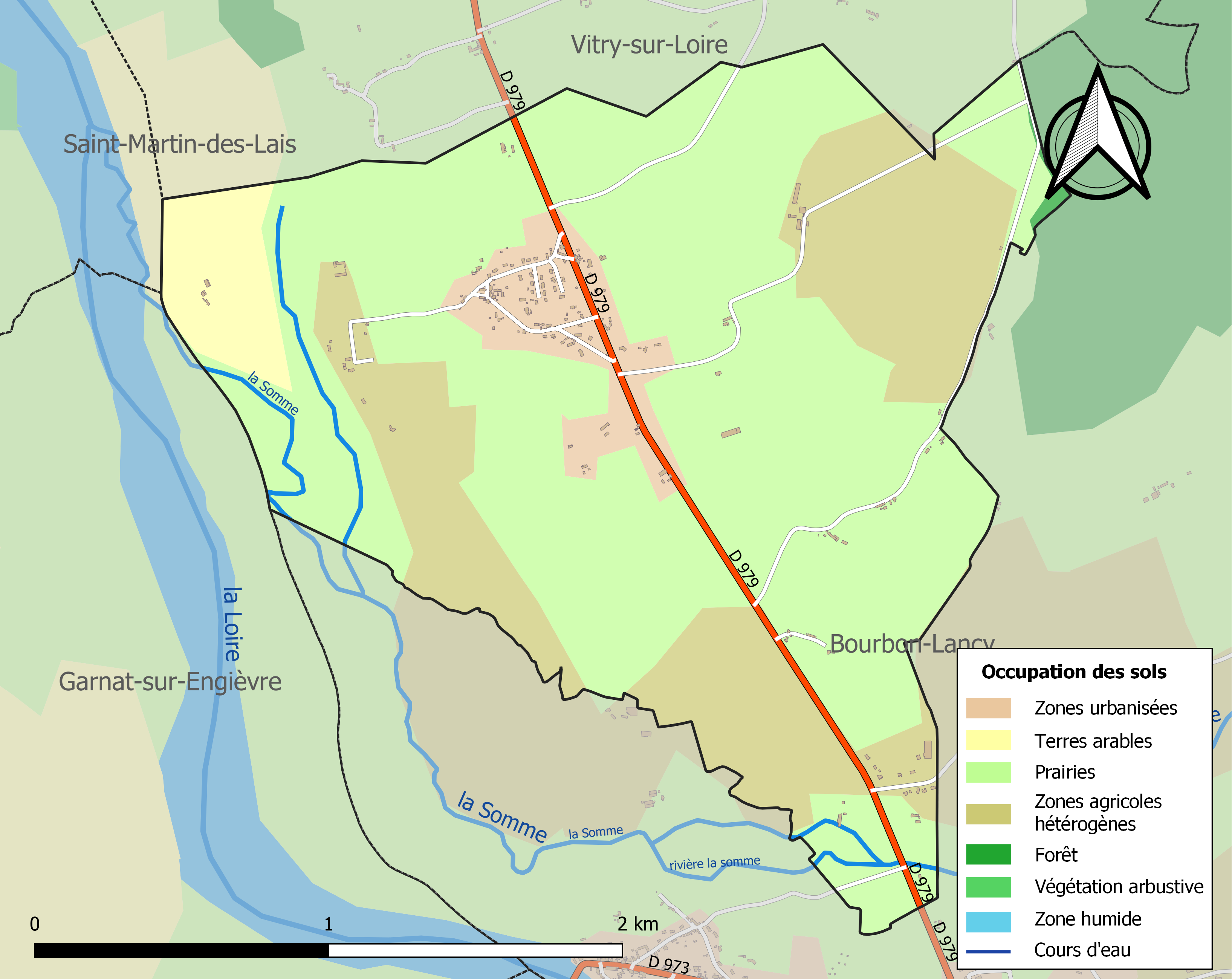
Carte des infrastructures et de l'occupation des sols de la commune en 2018 (CLC).

## Politique et administration
| Période                                  | Période   | Identité          | Étiquette | Qualité |
| ---------------------------------------- | --------- | ----------------- | --------- | ------- |
| avant 1988                               | ?         | Maurice Burtin    | PCF       |         |
| 1995                                     | mars 2008 | Gilles Martin     |           |         |
| mars 2008                                | en cours  | Chantal Dagouneau |           |         |
| Les données manquantes sont à compléter. |           |                   |           |         |

## Population et société

### Démographie
L'évolution du nombre d'habitants est connue à travers les recensements de la population effectués dans la commune depuis 1793. Pour les communes de moins de 10 000 habitants, une enquête de recensement portant sur toute la population est réalisée tous les cinq ans, les populations de référence des années intermédiaires étant quant à elles estimées par interpolation ou extrapolation. Pour la commune, le premier recensement exhaustif entrant dans le cadre du nouveau dispositif a été réalisé en 2004.

En 2022, la commune comptait 173 habitants, en évolution de −9,42 % par rapport à 2016 (Saône-et-Loire : −1,06 %, France hors Mayotte : +2,11 %).
| 1793 | 1800 | 1806 | 1821 | 1831 | 1836 | 1841 | 1846 | 1851 |
| ---- | ---- | ---- | ---- | ---- | ---- | ---- | ---- | ---- |
| 167  | 187  | 133  | 202  | 197  | 180  | 197  | 188  | 216  |

| 1856 | 1861 | 1866 | 1872 | 1876 | 1881 | 1886 | 1891 | 1896 |
| ---- | ---- | ---- | ---- | ---- | ---- | ---- | ---- | ---- |
| 206  | 213  | 198  | 182  | 191  | 188  | 226  | 236  | 256  |

| 1901 | 1906 | 1911 | 1921 | 1926 | 1931 | 1936 | 1946 | 1954 |
| ---- | ---- | ---- | ---- | ---- | ---- | ---- | ---- | ---- |
| 244  | 211  | 217  | 192  | 188  | 182  | 162  | 163  | 172  |

| 1962 | 1968 | 1975 | 1982 | 1990 | 1999 | 2004 | 2006 | 2009 |
| ---- | ---- | ---- | ---- | ---- | ---- | ---- | ---- | ---- |
| 174  | 173  | 156  | 146  | 169  | 164  | 167  | 174  | 186  |

| 2014 | 2019 | 2022 | - | - | - | - | - | - |
| ---- | ---- | ---- | - | - | - | - | - | - |
| 191  | 179  | 173  | - | - | - | - | - | - |

### Manifestations culturelles et festivités
- Fête patronale : Pentecôte.

## Économie
On compte sur le territoire de la commune : un électricien, un plombier/chauffagiste, un serrurier, une toiletteuse pour chien, une entreprise d'entretien espace vert, une PME de mécano-soudure, auxquels s'ajoutent deux exploitations agricoles, principalement axées sur l'élevage ovin, suivi par la polyculture et l'élevage bovin.

## Culture locale et patrimoine

### Lieux et monuments
La croix Pinon : La croix située à l'entrée du chemin de la « Croix Pinon » a été érigée en ce lieu le samedi 23 novembre 1887 à 17 h, comme il est noté dans le registre des délibérations du conseil municipal de l'époque. Précédemment elle se trouvait à l'entrée du « chemin vicinal n°2 de Lesme à Maltat » (aujourd'hui voie communale no 2, de l'église au chemin de l'étang Prothey par la motte des Vaux). Dans le registre, il est précisé que la croix était à l'entrée du chemin « rectifié », or ce chemin rectifié concerne la partie conduisant de la route départementale à l'église et non de la départementale à la motte des Vaux. La décision de modifier le tracé de cette portion de chemin date du 1er juillet 1883. La croix était donc dressée à l'entrée du chemin conduisant à l'église. Cette croix vient d'être remise en état à la suite d'un accident puisqu'elle avait été renversée par un véhicule dont le conducteur auteur des faits n'a pas jugé bon de se faire connaître. En 1887, à son emplacement d'origine, elle avait subi le même sort comme le signale M. Pommeau Antoine demeurant au « Champ de la Corde » en séance de conseil municipal le 19 novembre 1887, puisque renversée elle avait été déposée dans le fossé. Par les soins de M. Pommeau, elle avait été déplacée et installée à l'emplacement où elle se trouve aujourd'hui. Pourquoi a-t-elle changé d'endroit, le mystère reste entier.Le 11 mai 2013, sa réinstallation a été officialisée par la bénédiction faite par le père François Marie de Reynies, à l'issue d'une procession depuis l'église de Lesme où avait été célébrée la messe de 18 h.
La fontaine : La fontaine « du bon saint Jean » comme on l'appelle, est la fontaine publique de Lesme. Elle se situe derrière la salle des fêtes sur le versent nord de la « colline » du bourg. Elle garde une eau qui ne tarit jamais, dans un puits d'une profondeur d'environ un mètre. L'eau y est claire, et a toujours la même température (environ 7 degrés Celsius) ; Il n'est pas anormal que cette source, dont Jean de l'Hôpital se servait pour l'élaboration de ses onguents, fut entourée d'une certaine croyance. On la dénommait « fontaine des femmes stériles » et on lui donnait des vertus d'aide à la fécondité. On peut apercevoir à l'intérieur de cette dernière, dans le fond de la « grotte » qui abrite la source, une statuette à l'effigie de Jean de l’Hôpital.
La vouivre : Au-dessus de la fontaine, légèrement sur la gauche, regardant le nord-est, une niche abrite une sculpture « en bronze » de la déesse des eaux, œuvre d'un artiste local George Kirchs.

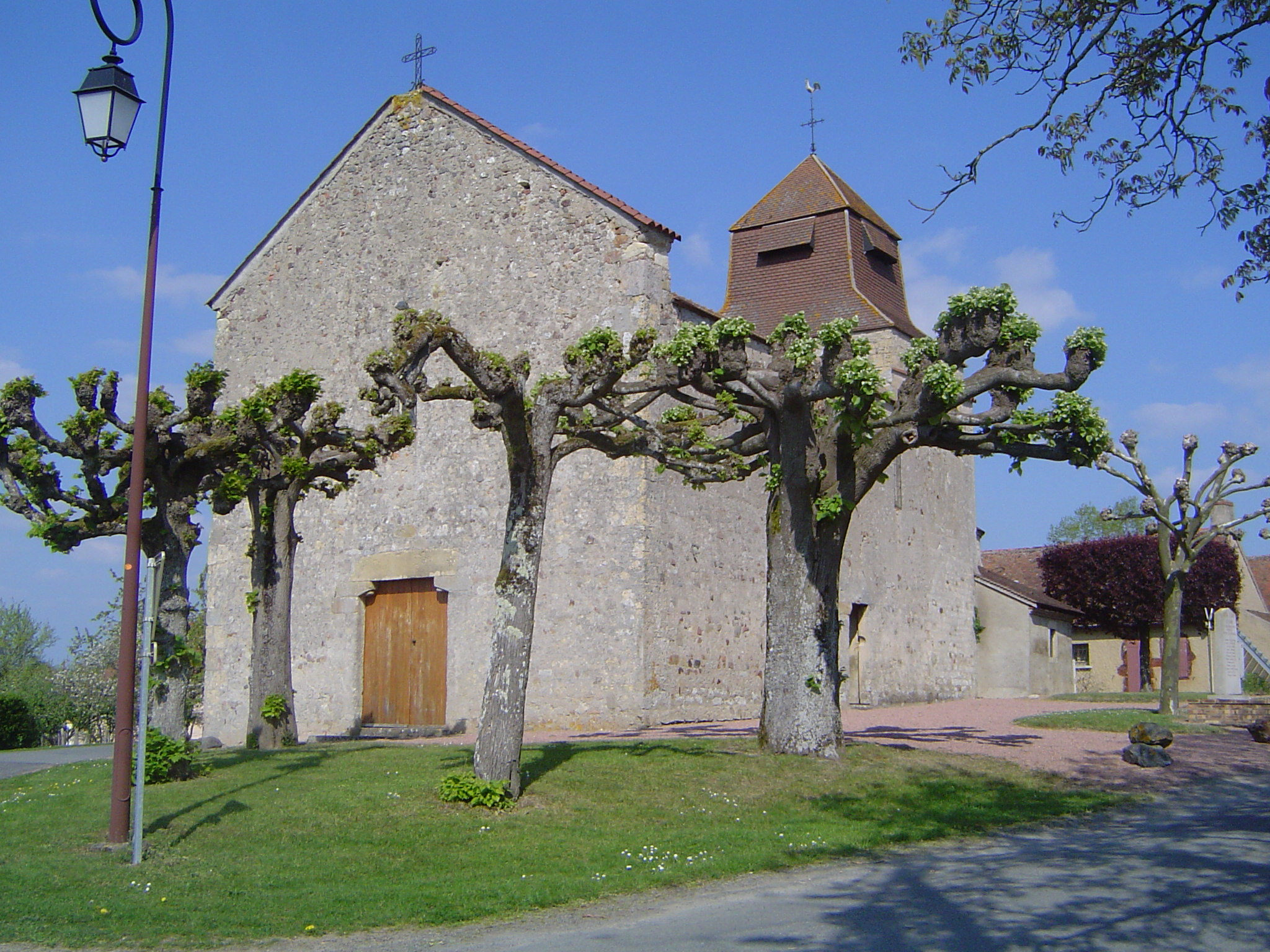
L'église.
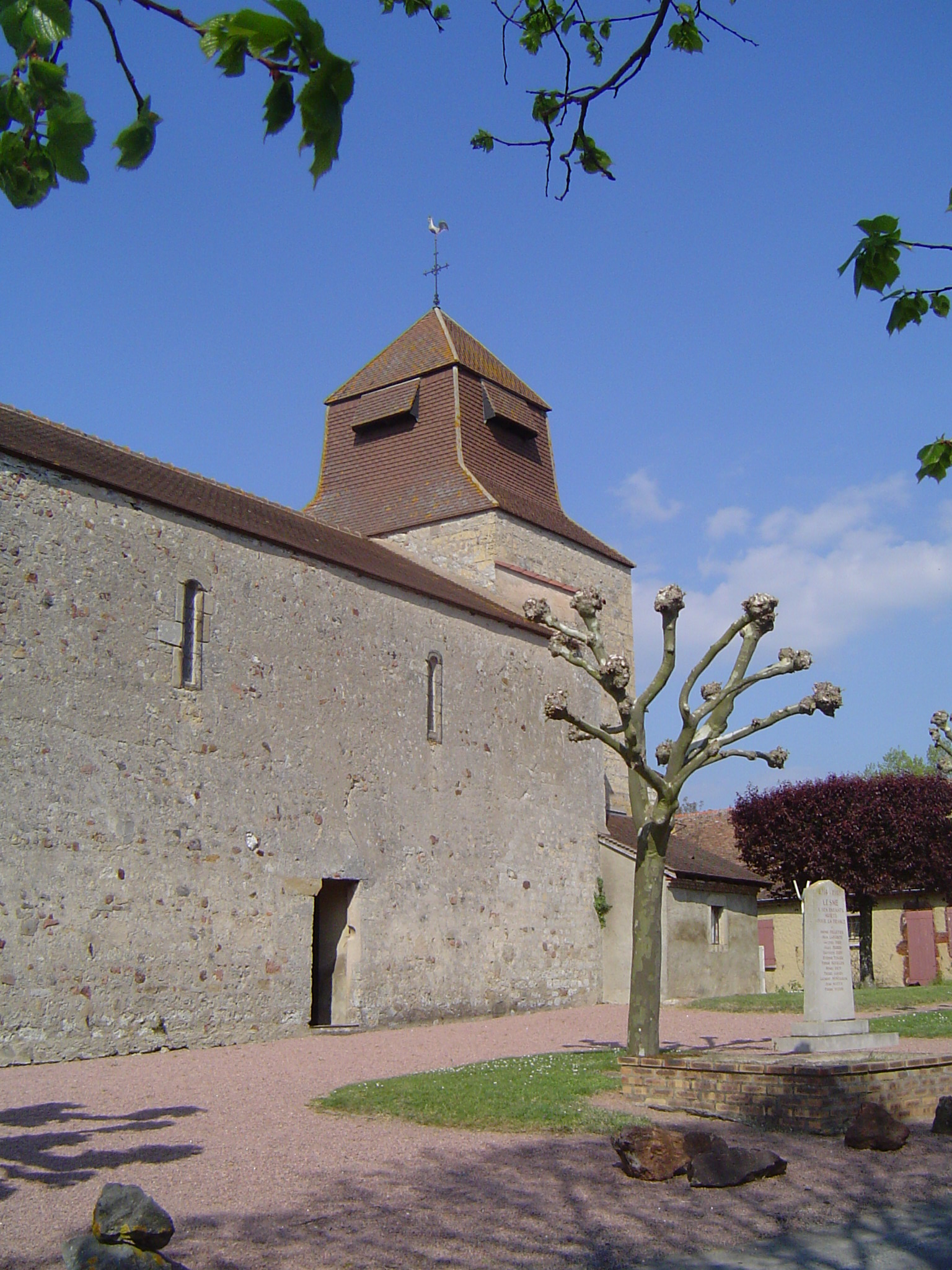
L'église.
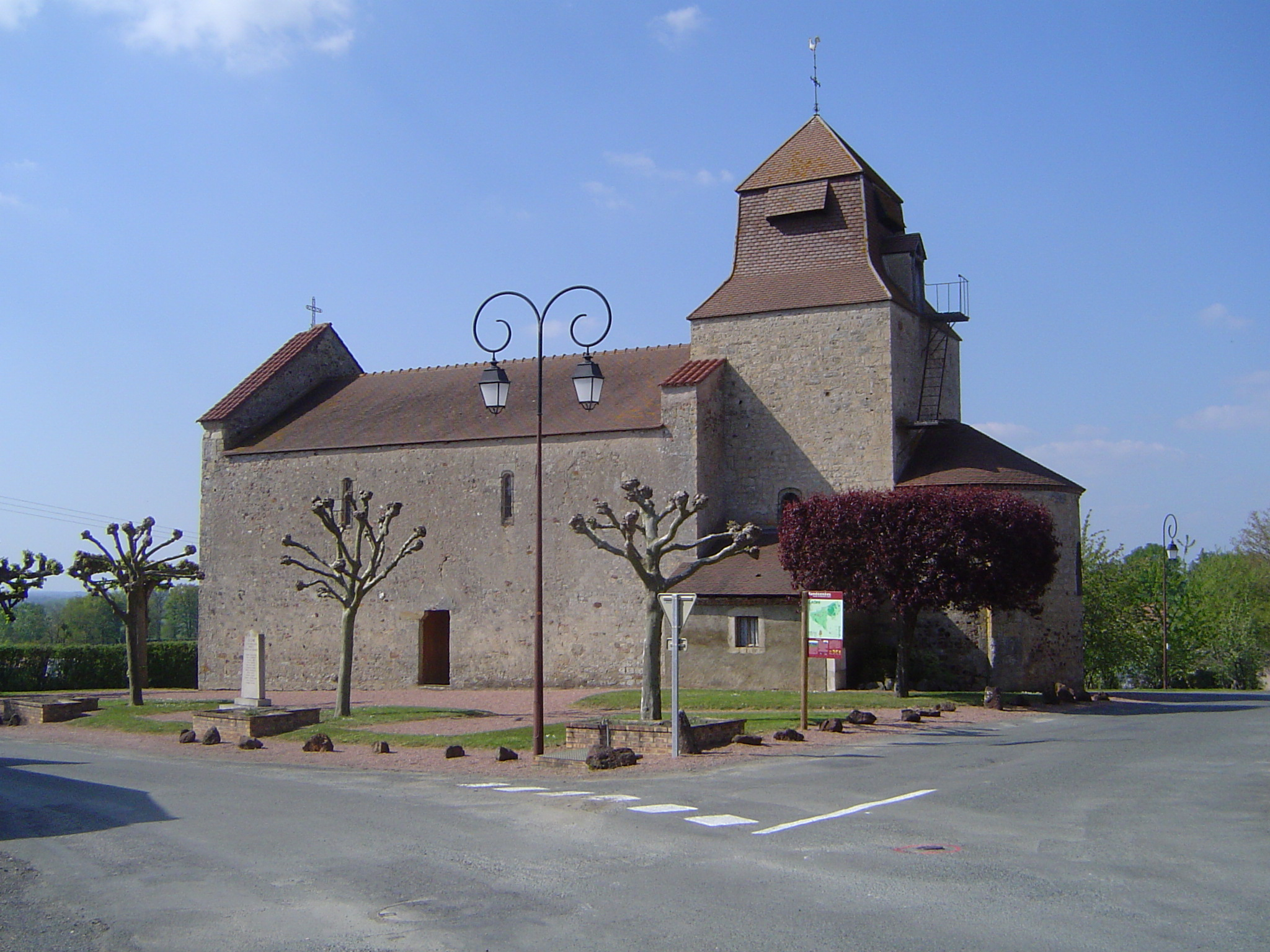
L'église.
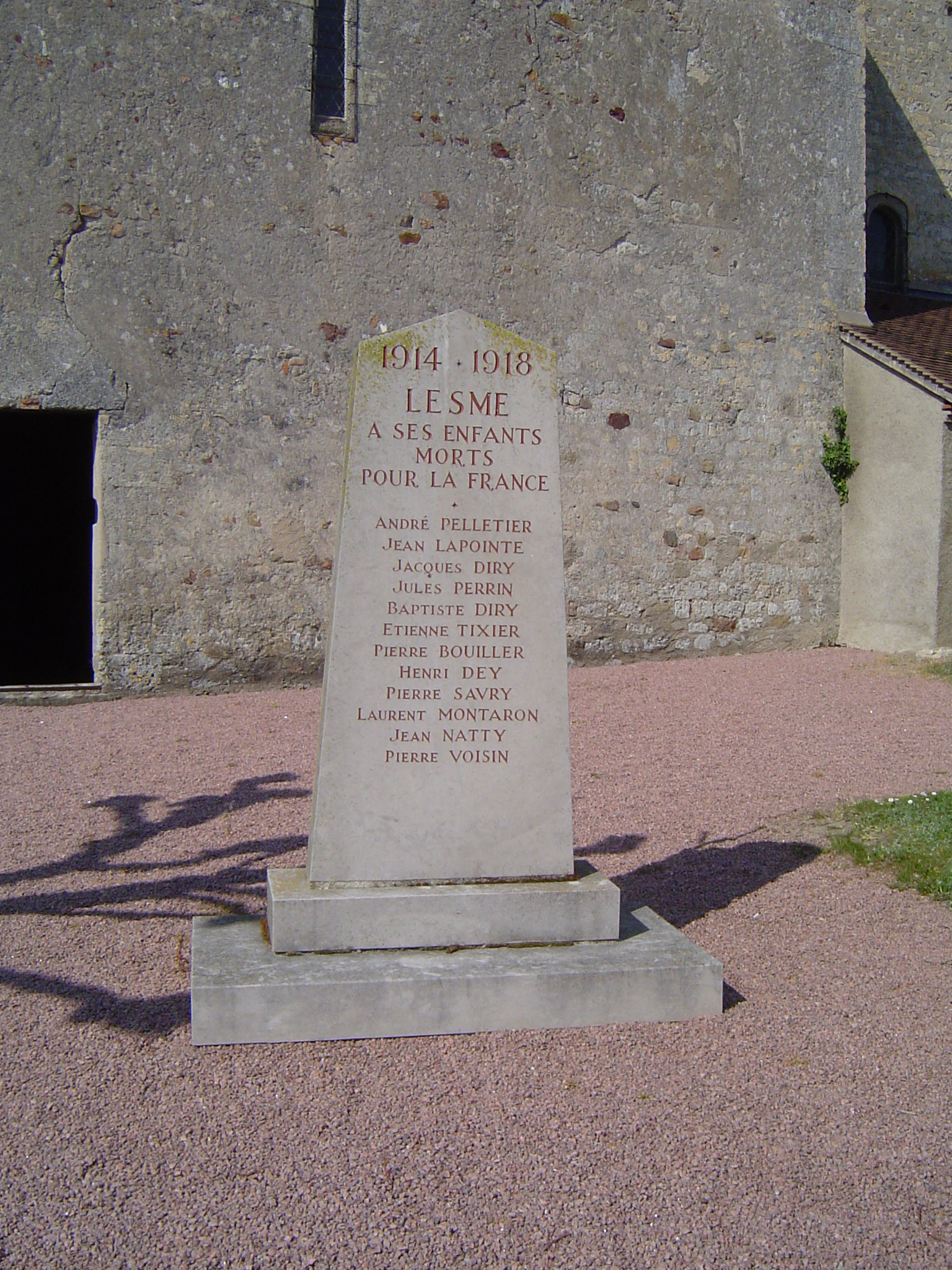
Le monument aux morts.

### Personnalités liées à la commune

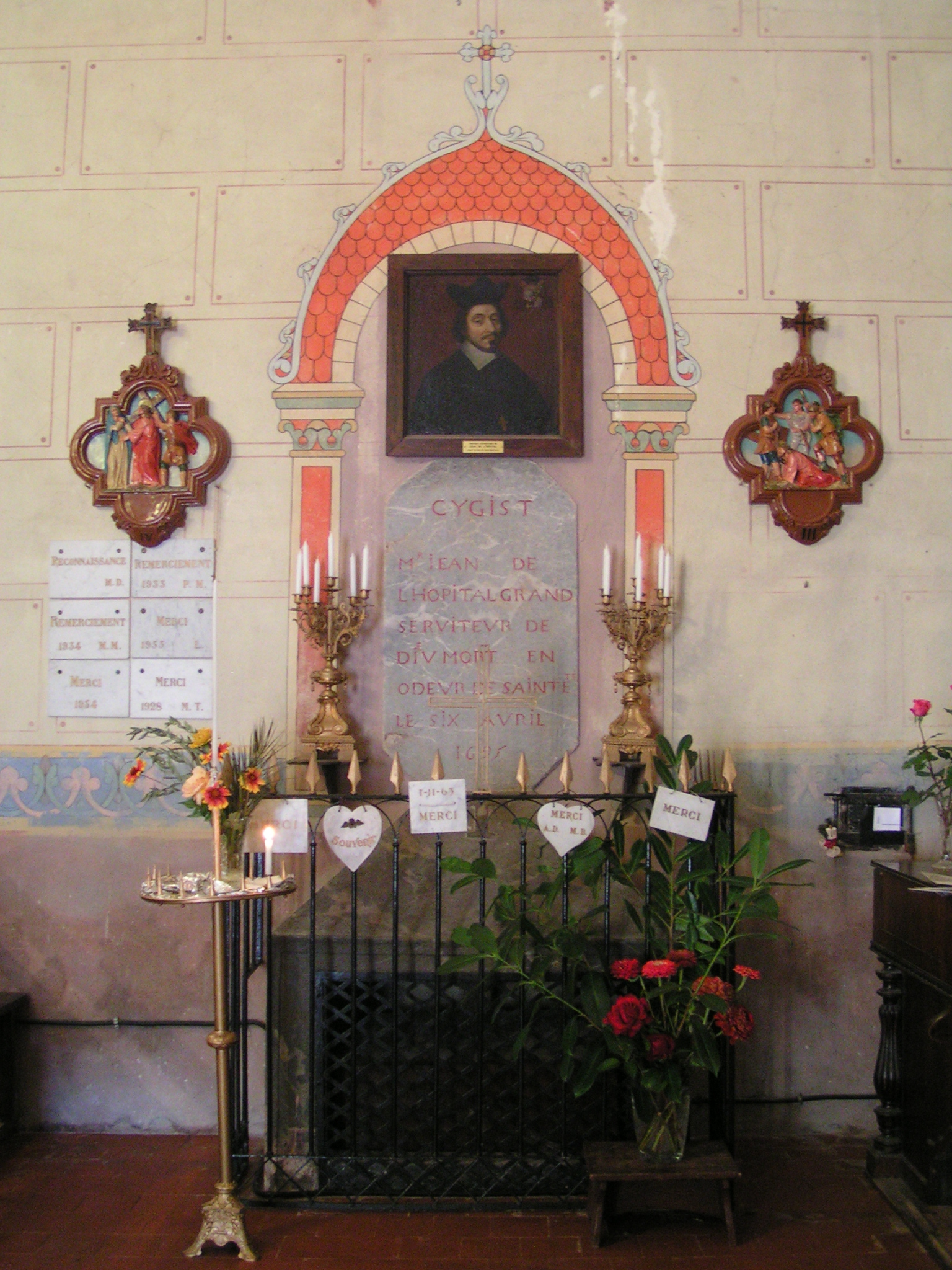
Tombeau de Jean De l'Hôpital à l'intérieur de l'église de Lesme.

- Jean De l'Hopital : Nommé Le Bon saint Jean (De l’Hôpital) par les habitants de Lesme, il naquit à Bourbon-Lancy le 8 septembre 1662 et fut baptisé en l’église Saint-Léger, aujourd’hui démolie. En 1673, il entre au séminaire d’Autun, mais, par humilité, se jugeant indigne du sacerdoce, il restera toute sa vie simple clerc « tonsuré ». Il remplit le rôle de précepteur (de 1685 à 1695)[17], avec une vision que l'on peut qualifier d'avant-gardiste, auprès des enfants (11 garçons et 11 filles) de la famille de Challemoux, au « Petit Brouillat. » On peut encore voir actuellement cette habitation, faisant partie d'un domaine agricole, sur la droite, en partance du bourg, en descendant vers la Loire. Il reçut le titre de « prieur de Saint-Mayeul ».

Sa vie, austère, fut consacrée aux pauvres, aux malades et à l’enseignement du catéchisme aux enfants de Lesme. Il s’éteignit le 6 avril 1695, à l’âge de 32 ans. Son corps fut déposé dans une fosse, creusée dans l’église, et surmontée d’une dalle gravée d’une inscription encore visible aujourd’hui. Son tombeau fut l’objet d’une grande vénération ; on attribuait à son intercession des faveurs spirituelles et des guérisons. On y venait de très loin en pèlerinage lors des fêtes de Pentecôte. Sa notoriété était connue à la cour de Louis XVI. Le 10 mai 1862, en présence de l’évêque d’Autun, Mgr de Marguerye, et d’une foule nombreuse (4 000 personnes, page 136 de l'ouvrage en référence 3), ses restes furent exhumés et placés dans une « arche » en bois de chêne, visible dans l'église, au travers d'une grille verticale. Sa cause, sur le point d’être introduite à Rome, a été différée à la suite de nombreux obstacles, notamment les guerres, et il reste ainsi nommé : « Grand Serviteur de Dieu, mort en odeur de Sainteté ».

## Pour approfondir